# فاونديشن ناين إنترتنمنت
فاونديشن ناين إنترتنمنت (بالإنجليزية: Foundation 9 Entertainment)‏، هي شركة ألعاب فيديو أمريكية سابقة ، تأسست عام 2005، وأغلقت عام 2015، وكانت تتمركز في لوس أنجلوس كاليفورنيا .